# Síndrome de la pell escaldada estafilocòccica
La síndrome de la pell escaldada estafilocòccica, també anomenada pels pediatres malaltia de Ritter, és una malaltia infecciosa de la pell en la qual apareixen àmplies zones de denudació cutània.

## Etiologia
La seva causa són exotoxines exfoliatives ETA i ETB (proteases que hidrolitzen la glicoproteïna desmosòmica desmogleïna-1, responsable de mantenir la unió dels estrats granulós i espinós de l'epidermis) secretades per determinades soques d'estafilococ daurat.
Per regla general, la infecció inicia el seu desenvolupament a partir de colònies comensals de S. aureus presents a la cavitat oral o nasal, el melic o la nasofaringe. Habitualment, el seu diagnòstic de certesa s'obté efectuant cultius microbiològics d'aquestes àrees i de les lesions cutànies. Els brots epidèmics de la malaltia solen ser provocats per portadors asimptomàtics que contagien el bacteri a subjectes susceptibles. Excepcionalment, és la presència d'estafilococs en la llet materna el factor que desencadena la infecció. S'han descrit casos en els quals l'origen de la síndrome va ser una lesió tèrmica cutània infectada, una febre de Chikungunya perinatal, una exodòncia o una varicel·la neonatal complicada als pocs dies del seu inici per l'aparició d'aquest trastorn dermatològic.

## Epidemiologia
La malaltia afecta predominantment a nounats i nens menors de cinc anys. És inusual el fet que es desenvolupi en prematurs, sobretot de manera recurrent. Pot presentar-se en adults amb insuficiència renal molt greu, immunodeficients o que reben quimioteràpia. Alguns d'ells requereixen plasmafèresi.
És una síndrome infreqüent, amb una incidència global de 0,13 a 0,56 casos/milió d'individus. No existeixen diferències significatives pel que fa a la seva distribució per sexes.

## Patogènesi
El seu quadre clínic inicial inclou febre, malestar general i lesions cutànies eritematoses localitzades sobretot a cara, coll, aixelles i perineu. Eventualment, en la fase primerenca, la malaltia es pot confondre amb una dermatitis atòpica preexistent reaguditzada. Després, es formen grans butllofes que es trenquen amb molta facilitat a les àrees d'eritema i el signe de Nikolsky acostuma a ser positiu en la major part del cos. Les lesions sorgeixen poques vegades a les mucoses i gairebé mai deixen cicatrius. Ocasionalment, s'estenen per quasi tota la superfície corporal. La gravetat del procés és molt variable, sent les complicacions més comunes la hipotèrmia, la deshidratació, la miliària cristal·lina i les infeccions secundàries per Pseudomonas. Té una taxa de mortalitat que oscil·la entre el 4 i el 11%; tot i que en adults, depenent de les comorbiditats existents, pot arribar al 40-60%. La seva forma localitzada és l'impetigen ampul·lar, un tipus de presentació de la malaltia menys seriós. Hi ha una variant escarlatiniforme, causada per exotoxines de soques de S. aureus amb mutacions que redueixen la seva capacitat epidermolítica.

## Tractament
Requereix hospitalització, tractament amb antibiòtics penicil·línics resistents a la penicil·linasa (com ara la cloxacil·lina), pràctica d'antibiogrames de control durant tot el curs de la malaltia, teràpia intravenosa per mantenir la volèmia, de vegades clindamicina adjuvant i les mateixes cures a la pell que a una persona que s'hagi cremat. En casos pediàtrics, la sedació amb midazolam (50-100 μg/kg/h) disminueix la sensació dolorosa i facilita la pràctica de les cures. Si el pacient és al·lèrgic a la penicil·lina està indicada l'administració de cefuroxima (una cefalosporina) o claritromicina. L'ús d'apòsits biodegradables per protegir les zones exfoliades pot ser una mesura beneficiosa en nounats i nens petits. Quan la denudació és extensa, cal practicar el desbridament de la pell morta per evitar complicacions com ara l'aparició d'una síndrome de Lyell (necròlisi epidèrmica tòxica).

## Història
La primera descripció de la síndrome la va fer Gottfried Ritter von Rittershain (1820-1883), director d'un orfenat a Praga, qui publicà l'any 1878, amb el nom de dermatitis exfoliativa neonatal, una sèrie de 297 casos d'una greu afecció cutània que apareixia en els infants de la institució. A principis del segle XX els pediatres intuïen l'existència d'una relació entre la malaltia i els estafilococs, però només fins a principis de la dècada del 1950 es va demostrar fefaentment el vincle entre l'impetigen ampul·lar i l'estafilococ daurat. Al començament dels anys setanta el desenvolupament d'un model murí per l'estudi de les exotoxines d'aquests bacteris va aclarir per complet l'etiopatogènesi de la síndrome.